# Moritz Pasch
Moritz Pasch (ur. 8 listopada 1843 roku we Wrocławiu, zm. 20 września 1930 roku w Bad Homburg w Niemczech) – niemiecki matematyk, uważany za ojca nowego kanonu ścisłości w geometrii.

## Życiorys
Pasch studiował na uniwersytecie we Wrocławiu, tam uzyskał stopień doktora, a następnie wykładał na uniwersytecie w Gießen. Zajmował się badaniem podstaw geometrii. W wydanym w roku 1882 swym głównym dziele Vorlesungen über neue Geometrie (Wykłady o nowej geometrii) podał przykład prawdziwego zdania w geometrii euklidesowej, którego nie da się logicznie wywieść z zestawu aksjomatów podanych w Elementach Euklidesa. Zdanie to, znane jako aksjomat Pascha w geometrii euklidesowej, można sformułować następująco: Prosta na płaszczyźnie, która nie przechodzi przez żaden z wierzchołków trójkąta i przecina jeden jego bok, przecina jeszcze drugi; jest to intuicyjnie oczywiste. 
Pasch sformułował też potrzebę wyraźnego wyodrębnienia pojęć pierwotnych w geometrii; nazwał je Grundbegriff (pojęcie podstawowe), a w III wydaniu swej książki (1926) zmienił to na Kernbegriff. 
Inną luką w aksjomatyce Euklidesa odkrytą przez Pascha był brak pojęcia pierwotnego relacji leżenia między dla trzech różnych punktów A, B, C leżących na jednej prostej. Zaliczył to do pojęć niezdefiniowanych i podał aksjomaty. 
W opinii Pascha to, że niezależność jego aksjomatu od aksjomatów Euklidesa przez dwa tysiące lat uchodziła uwadze geometrów, dowodzi, iż wszyscy oni opierali się na intuicji pojęcia odcinka wyniesionej z doświadczenia. Sformułował program: zerwanie z odwoływaniem się do intuicji w dowodach. Stwierdził, że jakkolwiek intuicyjny sens rozważanych pojęć bywa użyteczny (sam w swym dziele ilustrował prowadzone wywody diagramami), rozumowanie musi być tak napisane, aby można było sprawdzić jego poprawność bez odwoływania się do rysunków. Z drugiej strony
Pasch uznawał geometrię za część nauk przyrodniczych, w których abstrakcyjne pojęcia geometryczne mają swe źródło empiryczne, twierdził jednak, że od tych źródeł trzeba się oderwać przy dowodzeniu twierdzeń. 
Sformalizowaną wersję aksjomatyki Pascha podał Giuseppe Peano w 1889. 
Pasch w swej książce podał też pierwszy system aksjomatyczny geometrii rzutowej opartej na relacji incydencji. 
Dalszym po Paschu istotnym krokiem w kierunku zwiększania ścisłości w aksjomatycznym ujęciu geometrii euklidesowej była książka Davida Hilberta Grundlagen der Geometrie (Podstawy geometrii) z 1899 roku.